# Florence Barker
Florenca Barker (22. studenog 1891. – 15. veljače 1913.) bila je američka glumica nijemog filma. Pojavila se u 63 filma od 1908. do 1912. godine.
Rođena je u Los Angelesu i ondje je umrla 1913. godine od upale pluća.

## Izabrana filmografija
- Choosing a Husband (1909.)
- The Kid (1910.)
- The Two Paths (1911.)
- His Daughter (1911.)
- Priscilla's April Fool Joke (1911.)
- Priscilla and the Umbrella (1911.)